# Anna-Maria Osipow
Anna-Maria Ruija Sätene Osipow, född Virtasalo 25 juli 1935 i Sordavala, död 14 april 2024, var en finländsk skulptör och keramiker. Hon var under en period gift med Paul Osipow.
Osipow studerade vid Konstindustriella läroverket 1955–1959 och vid M. Barriers keramikateljé i Paris 1959–1960. Hon öppnade egen ateljé 1962 och höll sin första utställning 1965. Hon ägnade sig ursprungligen åt brukskeramiken, men övergick tidigt till keramiska föremål och deltog 1972 i Int' vet jag i Amos Andersons konstmuseum, tillsammans med bland andra Zoltán Popovits. 
Osipows keramiska verk var utförda i färglagt chamotteblandat stengods, men hennes keramikinstallationer hade även inslag av andra material, som till exempel trä. Hennes verk karaktäriserades som okonventionella och motiven var ofta dansande och glada figurer, mytologiska djurfigurer och olika symboliska situationer, medan andra verk var inspirerade av feminismen. Hon utförde bland annat en väggrelief i stengods i doprummet i Matteuskyrkan i Helsingfors (1985) och ett verk på Aurora sjukhus (2004) i samma stad.